# وام
وام، گونه‌ای قرض دادن پول است، که در زمانی مشخص بین قرض دهنده و قرض گیرنده انجام می‌شود. وام دارای انواع مختلفی می‌باشد. جزئیات حقوقی وام در رشته حقوق مورد بحث و بررسی قرار می‌گیرد. مفهوم وام تاریخچه‌ای قدیمی دارد و به دوران کهن بازمیگردد.

## اقساط ماهیانه
اقساط ماهانه P برای یک وام به مبلغ L برای n ماه با نرخ بهره ماهانه c از فرمول زیر محاسبه می‌شود:
{\displaystyle P=L\cdot {\frac {c\,(1+c)^{n}}{(1+c)^{n}-1}}}

## وام بانکی و گونه‌های آن
وام بانکی یکی از ابزارهای مالی است که بانک‌ها به افراد و شرکت‌ها ارائه می‌دهند و امکان دسترسی به مبالغ مالی برای رفع نیازهای مختلف را فراهم می‌کند.
- وام خرید خودرو
- وام ازدواج
- وام خرید مسکن
- وام کالا
- وام مضاربه
- وام فرزند
- وام سیم کارت[۹]
- وام خرید کالای اساسی

### مطمئن
وام تضمین‌شده شکلی از وام است که در آن وام‌گیرنده یک دارایی خاص (مانند خودرو، خانه) را به عنوان وثیقه ارائه می‌دهد.
وام مسکن یکی از رایج‌ترین انواع وام‌هاست که بسیاری از افراد برای خرید املاک مسکونی یا تجاری می‌گیرند. وام‌دهنده، که معمولاً یک مؤسسه مالی است، تا زمانی که وام مسکن به‌طور کامل پرداخت نشود، وثیقه‌ای به صورت حق مالکیت بر املاک دریافت می‌کند. در مورد وام‌های مسکن، اگر وام‌گیرنده وام را پرداخت نکند، بانک حق قانونی برداشت و فروش ملک را برای بازیابی مبالغ بدهی دارد. بازسازی وام به جلوگیری از عدم پرداخت کمک می‌کند.  
تجدید مالی وام مسکن فرایند جایگزینی وام مسکن موجود با وامی جدید است، که به‌طور معمول با هدف بهره‌برداری از شرایط بهتر یا بهبود وضعیت مالی انجام می‌شود.

### بدون تضمین
وام‌های بدون تضمین به وام‌های نقدی اطلاق می‌شود که توسط دارایی‌های وام‌گیرنده پشتیبانی نمی‌شوند. این وام‌ها می‌توانند به اشکال مختلف یا در بسته‌های بازاریابی توسط مؤسسات مالی ارائه شوند:  
- کارت‌های اعتباری
- وام‌های شخصی
- برداشت بانکی اضافی
- اوراق قرضه شرکتی
- قرض همتا به همتا

نرخ‌های بهره‌ای که به این اشکال مختلف اعمال می‌شود ممکن است با توجه به وام‌دهنده و وام‌گیرنده متفاوت باشد.  

### وام‌های به تقاضا
وام‌های به تقاضا وام‌های کوتاه‌مدتی هستند که معمولاً سررسید مشخصی ندارند. در عوض، وام‌های به تقاضا دارای نرخ بهره شناوری هستند که بسته به نرخ پایه بهره یا شرایط دیگر قرارداد تغییر می‌کند. وام‌های به تقاضا می‌توانند در هر زمان توسط مؤسسه اعتباری ""مطالبه"" به پرداخت شوند.

## وام صندوق ها
صندوق های وام قرض‌الحسنه یکی از گزینه‌های مالی مورد توجه برای خانوارها است. این نوع وام با شرایطی مناسب به افراد ارائه می‌شود، که باعث شده است بیشتر افراد به دنبال آن باشند. یکی از مزایای این نوع وام، سرعت در اخذ وام است. در مقایسه با وام‌های بانکی سنتی، فرآیند اخذ وام قرض‌الحسنه خانگی سریعتر است و نیاز به مدارک و ضمانت‌نامه‌های پیچیده ندارد.
همچنین، مبلغ این وام قابل تنظیم است و معمولا اقساط آن طبق توافق اعضا به میزانی است که به راحتی قابل پرداخت باشد. اما از طرفی، معایبی نیز برای این نوع وام وجود دارد. یکی از این معایب، احتمال بروز مشکلات خانوادگی یا ایجاد کدورت بین اعضای صندوق می باشد. همچنین، نیاز به بررسی دقیق شرایط و قوانین اخذ این وام از جمله مواردی است که باید در نظر گرفته شود.